# Pseudamiops
Pseudamiops – rodzaj ryb z rodziny apogonowatych.

## Klasyfikacja
Gatunki zaliczane do tego rodzaju:
- Pseudamiops diaphanes
- Pseudamiops gracilicauda
- Pseudamiops pellucidus
- Pseudamiops phasma